# Chrysolina fragariae
Chrysolina fragariae es un coleóptero de la familia Chrysomelidae.
Fue descrita científicamente en 1854 por Wollaston.